# Euler-diagram
Euler-diagram er en visualisering og illustration i form af et diagram, som anvendes inden for mængdelære for at vise matematiske eller logiske relationer og sammenhænge mellem matematiske klasser eller mængder.
Et Euler-diagram består sædvanligvis, men ikke nødvendigvis, af et antal overlappende cirkler.
Euler-diagrammet har fået navn efter den schweiziske matematiker Leonhard Euler, som oprindelig udviklede diagrammet og den tilknyttede matematiske logik.
Den britiske matematiker John Venn videreudviklede de tilknyttede teorier og udviklede Venn-diagrammet, som reelt er en delmængde af Euler-diagrammet. I Venn-diagrammet er samtlige kombinationer og relationer repræsenterede, så selv komponenter og relationer som repræsenterer en nulmængde har et areal i diagrammet.